# Leopoldo Barboni
Leopoldo Barboni (San Frediano a Settimo, 1848 – Trapani, 1921) è stato un saggista e romanziere italiano.

## Biografia

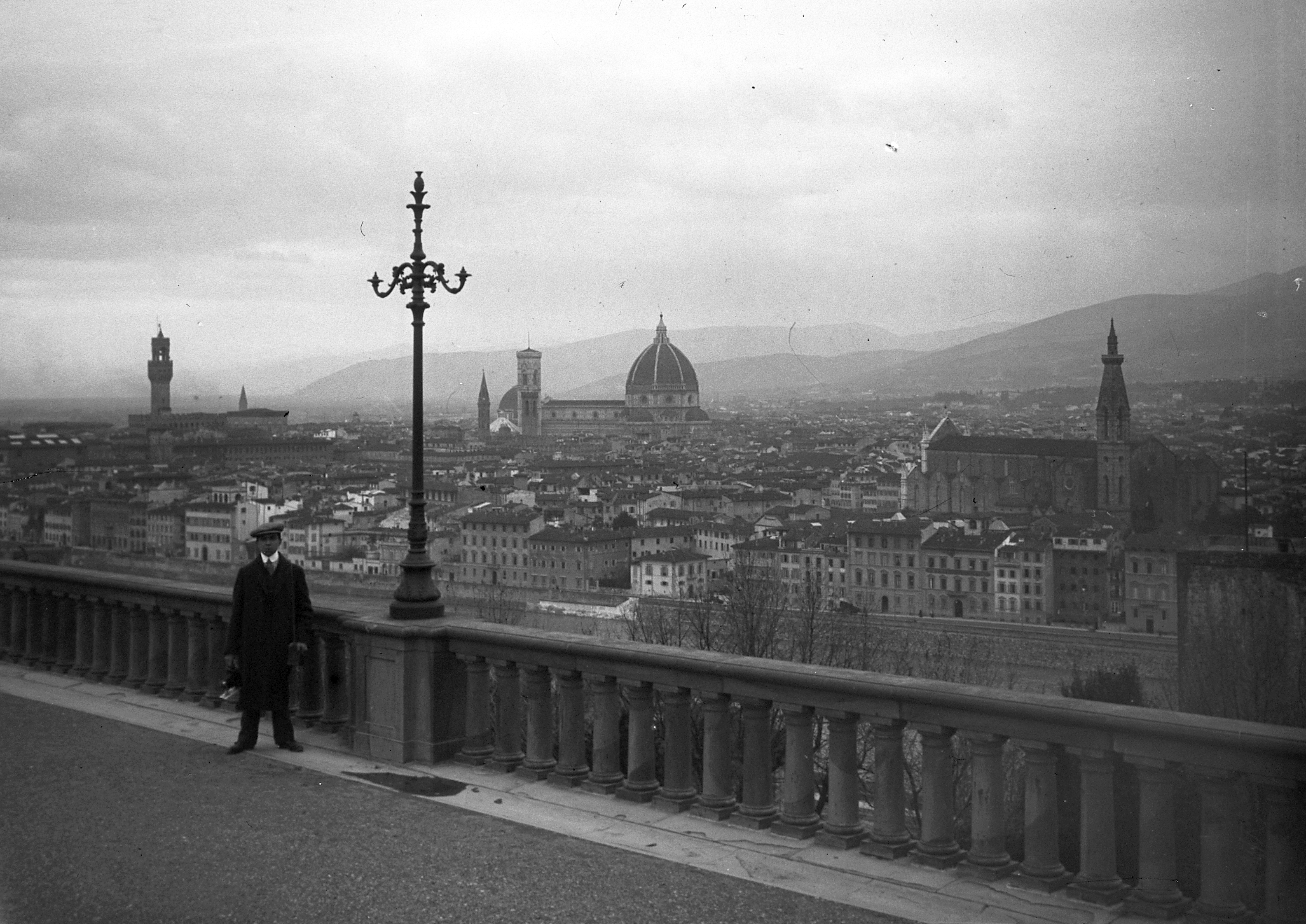
Panorama di Firenze (1910)

Nato in una frazione del comune di Cascina, nell'odierna provincia di Pisa, insegnò lettere italiane nei licei di Firenze e di Sicilia.
Scrittore vicino ad altri coevi letterati toscani quali Renato Fucini e Ferdinando Martini, è autore di vari romanzi e monografie di personaggi storici (già a ventuno anni, nel 1869, pubblicò il volume Tecla Gualandi. Storia del secolo XIII) scritti alla maniera del Guerrazzi. La sua memoria è però principalmente affidata a due volumi di memorie, composti con uno stile misto tra il letterario e il giornalistico - Fra matti e savi e Genii e capi ameni dell'Ottocento - nei quali descrive con leggerezza e gusto aneddotico gli ambienti intellettuali fiorentini. Nelle loro pagine sono vivacemente ritratti personaggi quali gli scrittori Carlo Collodi, Guelfo Civinini, Pietro Coccoluto Ferrigni conosciuto con lo pseudonimo di Yorick figlio di Yorich, il filologo Pietro Fanfani e altri, resi anche nei loro tipici modi di dire, oltre alle strade e ai caffè cittadini che frequentavano. Dello stesso stile sono anche i volumi Col Carducci in Maremma, descrizione divertita di un viaggio eseguito dal poeta nell'ottobre del 1885, e il racconto tragicomico Sul Vesuvio.
Scrisse, inoltre, un'Antologia ricreativa della prosa e della poesia italiana per le scuole, edita nel 1894 dall'editore Giusti di Livorno e successivamente ristampata sino al 1920 e alcuni libri per ragazzi come Patria. Viaggio in automobile traverso l'Italia, pubblicato dall'editore Bemporad nel 1906 e seguito da altri testi simili.

## Opere

### Monografie e romanzi storici
- Tecla Gualandi. Storia del secolo XIII, Pisa, Tip. Vannucchi, 1869. (Il testo consultabile in rete)
- Bona di Savoia. Storia del secolo XV, Firenze, Tip. Galletti e Cocci, 1872.
- La confessione. Romanzo storico del secolo XVII, 2 voll., Milano, N. Battezzati, 1873.
- Coscienza di re. Storia del secolo XVIII, Napoli, Stab. tip. del comm. G. Nobile, 1875.
- La cognata di Papa Innocenzo X, Livorno, Grazzini, 1886.
- Conte Ugolino. Storia del secolo XIII, Roma, E. Perino, 1891.
- Prima del femminismo. Romanzo storico, Livorno, R. Giusti, 1913.

### Saggi e memorialistica
- Fra le fiamme del Vesuvio, Genova, Tip. G. Sambolino, 1881.
- Sul Vesuvio. Ascensione tragicomica al cratere in eruzione (1878), Livorno, Tip. di R. Giusti, 1892.
- Fra matti e savi. Ricordi intimi e divagamenti, Livorno, Tip. di R. Giusti, 1898.
- Col Carducci in Maremma, Firenze, Bemporad, 1906.
- Genii e capi ameni dell'Ottocento. Ricerche e ricordi intimi, Firenze, R. Bemporad & figlio, 1911.
- Bozzetti e novelle: pagine divertenti. Letture raccolte e annotate da Leopoldo Barboni, Bologna, Zanichelli, 1911.

### Testi per  i ragazzi e per le scuole
- Antologia ricreativa della prosa e della poesia italiane ad uso delle scuole classiche, tecniche e normali, Livorno, R. Giusti, 1894.
- Patria. Viaggio in automobile traverso l'Italia. Libro per i ragazzi, Firenze, R. Bemporad & figlio, 1906.
- Mucillaggine in Sicilia. Viaggio in automobile traverso l'Italia (continuazione di Patria), Firenze, R. Bemporad e figlio, 1908.
- A frullo per l'alta Italia (continuazione di Patria e Mucillagine in Sicilia), Firenze, R. Bemporad e figlio, 1909.
- Patria in Libia. Racconto per la gioventù, Firenze, R. Bemporad e figlio, 1914.